# Thomas MacRobert
Thomas MacRobert   (Dreghorn, 4 d'abril de 1884 - Glasgow, 1 de novembre de 1962) va ser un matemàtic escocès.

## Vida i Obra
Fill d'un ministre de l'església congregacional, va ingressar a la universitat de Glasgow el 1901 amb la intenció d'estudiar teologia i seguir els pasos del seu pare, però es va graduar el 1905 en ciències. El 1907 va obtenir una beca per estudiar al Trinity College (Cambridge) on va passar els exàmens de matemàtiques el 1910 amb honors.
El 1910 va retornar a Glasgow per ser professor de la universitat la resta de la seva vida acadèmica, amb la única excepció del període de la Primera Guerra Mundial en que va ser tinent al regiment Royal Garrison Artillery, destinat a França. Es va retirar el 1954.
MacRobert va ser autor de nombrosos articles sobre la teoria de les funcions especials, tema del que va ser un expert. Va ser l'introductor del concepte d'E-funció a finals de la dècada de 1930. També va ser l'autor de tres llibres de texts, entre els quals destaca Functions of a complex variable (1917), que es va reeditar nombroses vegades i va ser durant molts anys el llibre de text habital dels estudiants universitaris britànics.
El 1927 va ser un dels fundadors de la Glasgow Mathematical Association de la qual va ser president els primers tres anys i a partir de 1945. El 1960 va ser escollit president honorari de la societat.